# Mascotte (Flórida)
Mascotte é uma cidade localizada no estado americano da Flórida, no condado de Lake. Foi incorporada em 1925.

## Geografia
De acordo com o United States Census Bureau, a cidade tem uma área de 43,7 km², onde 29,5 km² estão cobertos por terra e 14,2 km² por água.

### Localidades na vizinhança
O diagrama seguinte representa as localidades num raio de 24 km ao redor de Mascotte.

## Demografia
Segundo o censo nacional de 2010, a sua população é de 5 101 habitantes e sua densidade populacional é de 173,1 hab/km². Possui 1 737 residências, que resulta em uma densidade de 58,93 residências/km².